# Palpita xanthyalinalis
Palpita xanthyalinalis es una especie de polillas perteneciente a la familia Crambidae. Fue descrita por George Hampson en 1899. Se encuentra en Venezuela.